# Beyond Therapy
Pour plus de détails, voir Fiche technique et Distribution.
Beyond Therapy est une comédie américaine de Robert Altman sortie en 1987.

## Synopsis
Après avoir passé une annonce dans un magazine, Bruce a rendez-vous avec Prudence dans un restaurant français. L'entrevue se passe mal, Bruce annonçant d'emblée sa bisexualité. On découvre que l'un comme l'autre suivent une thérapie et que les psys qui les suivent sont aussi excentriques que leur patients. D'autre personnages viennent enrichir cette galerie, notamment Bob, le petit ami de Bruce qui suit aussi une thérapie de groupe et Zizi, la mère abusive de ce dernier, cliente du même psy que Prudence. Tous ces personnages vont se croiser et se décroiser dans une atmosphère de plus en plus loufoque.

## Fiche technique
- Réalisateur : Robert Altman
- Scénario : Robert Altman et Christopher Durang
- Producteur : Roger Berlind
- Producteur exécutif : Scott Bushnell
- Producteur associé : Steven Haft
- Musique : Gabriel Yared
- Photographie : Pierre Mignot
- Date de sortie
  - France : 3 juin 1987
- La chanson du film est interprétée par Yves Montand

## Distribution
- Jeff Goldblum (VF : Richard Darbois) : Bruce
- Julie Hagerty (VF : Céline Monsarrat) : Prudence
- Glenda Jackson (VF : Perrette Pradier) : Charlotte, la psy
- Tom Conti (VF : Dominique Paturel) : Stuart, le psy
- Christopher Guest : Bob, le petit ami de Bruce
- Geneviève Page : Zizi, la mère de Bob
- Cris Campion : Andrew
- Sandrine Dumas : Cindy
- Bertrand Bonvoisin : le gérant
- Nicole Evans : la caissière
- Louis-Marie Taillefer : le chef
- Matthew Leonard-Lesniak : Mr. Bean
- Laure Killing :  Charlie

## Autour du film
- Le film a été tourné dans le Restaurant "les Bouchons", 19 rue des Halles 75001 Paris.
- Le film contient une étonnante scène de fétichisme du pied en plein restaurant impliquant Jeff Goldblum et Julie Hagerty.